# Microdon adventitius
Microdon adventitius är en tvåvingeart som beskrevs av Thompson 1981. Microdon adventitius ingår i släktet myrblomflugor, och familjen blomflugor. Inga underarter finns listade i Catalogue of Life.